# جورج غرانثام (مغني)
جورج غرانثام (بالإنجليزية: George Grantham)‏ هو مغني أمريكي، ولد في 20 نوفمبر 1947 في نيو كورديل في الولايات المتحدة.